# Châteaulin
Châteaulin település Franciaországban, Finistère megyében. Lakosainak száma 5106 fő (2022. január 1.). Châteaulin Cast, Dinéault, Lothey, Pleyben, Plomodiern, Port-Launay, Saint-Coulitz és Saint-Ségal községekkel határos.

## Népesség
A település népességének változása:
| Lakosok száma | 4370 | 5357 | 4965 | 5337 | 5177 | 5227 | 5214 | 5164 | 5156 | 5106 |
|               | 1968 | 1982 | 1990 | 2006 | 2013 | 2015 | 2017 | 2019 | 2020 | 2022 |

## Châteaulinben született
- Raoul Anthony (1874–1941)